# Ngày Bưu chính Thế giới
Ngày Bưu chính thế giới, viết tắt là WPD (World Post Day) là ngày lễ quốc tế được cử hành vào ngày 9 tháng 10 hàng năm để nâng cao nhận thức về bưu chính viễn thông và vinh danh những người đóng góp cho sự nghiệp bưu chính viễn thông. Đây là ngày kỷ niệm của Liên minh Bưu chính Quốc tế (Universal Postal Union - UPU) được thành lập năm 1874 tại Bern, Thụy Sĩ. Sự ra đời của UPU năm 1874 đã mở đường cho dịch vụ bưu chính hiệu quả ngày nay. Liên minh Bưu chính Quốc tế đã bắt đầu một cuộc cách mạng truyền thông toàn cầu, cho phép mọi người trên khắp thế giới liên lạc thư tín với nhau. Năm 1948, UPU trở thành một cơ quan của Liên hợp quốc. Ngày lễ quốc tế này được UPU đề xuất và được Liên Hợp Quốc chấp thuận ban hành. Vào ngày này, người ta tổ chức nhiều hoạt động như: các bưu điện ở một số nước tổ chức các cuộc triển lãm tem đặc biệt, các hội thảo về lịch sử ngành bưu chính. UPU tổ chức cuộc thi viết thư quốc tế dành cho thiếu niên.

## Lịch sử
Hội nghị Liên minh Bưu chính Quốc tế lần thứ 16 năm 1969, tổ chức tại Tokyo, Nhật Bản đã quyết định chọn ngày 9 tháng 10 làm "Ngày Liên minh Bưu chính Quốc tế", nêu trong Nghị quyết "UPU/Tokyo Congress 1969/Res.C.11". Đề xuất do Shri Anand Mohan Narula - một thành viên của phái đoàn Ấn Độ đệ trình.
Hội nghi Liên minh Bưu chính Quốc tế lần thứ 19 thấy rằng "Ngày Liên minh Bưu chính Quốc tế" không thể hiện hết ý nghĩa quan trọng của ngành truyền thông này, nên quyết định đổi thành "Ngày Bưu chính thế giới". Từ đó, ngày Bưu chính thế giới được cử hành hàng năm trên khắp thế giới, làm nổi bật tầm quan trọng hoạt động của ngành bưu chính viễn thông.

## Một số chủ đề Ngày Bưu chính thế giới
- 1981: Bưu chính không biên giới
- 1982: Thúc đẩy việc hợp tác và phát triển Liên minh Bưu chính Quốc tế
- 1983: Bưu chính, mạng lưới truyền thong rộng lớn nhất thế giới
- 1986: Bưu chính là sứ giả hòa bình
- 1987: Từ Bưu chính tới thách thức
- 1994 - 1996: Bưu chính là sự chọn lựa tốt nhất của bạn
- 1997 - 2000: thế giới chỉ là một mạng lưới bưu chính